# Campeonato Potiguar 1927
In 1927 werd het negende Campeonato Potiguar gespeeld voor voetbalclubs uit de Braziliaanse staat Rio Grande do Norte. De competitie werd gespeeld van 28 augustus tot 21 november en georganiseerd door de Federação Norte-rio-grandense de Futebol. América de Natal werd de kampioen.

## Eindstand
| Plaats | Club             | Wed. | W | G | V | Saldo | Ptn. |
| ------ | ---------------- | ---- | - | - | - | ----- | ---- |
| 1.     | América de Natal | 6    | 6 | 0 | 0 | 25:6  | 12   |
| 2.     | ABC              | 6    | 3 | 1 | 2 | 20:11 | 7    |
| 3.     | Natal            | 6    | 1 | 1 | 4 | 12:32 | 3    |
| 4.     | Alecrim          | 6    | 0 | 2 | 4 | 9:17  | 2    |

|  | Kampioen |

## Kampioen
| Campeonato Potiguar de 1927          |
| Rio Grande do Norte                  |
| ------------------------------------ |
| AMÉRICA DE NATAL Kampioen (5° titel) |